# Yallah
Yallah ist ein westlicher Vorort von Wollongong im australischen Bundesstaat New South Wales, der an der westlichen Küste des Lake Illawarra liegt. Der Stadtteil besteht aus einer Mischung aus ländlichen, kommerziellen und leichten Industriegebieten. Bei der Volkszählung 2021 lebten 122 Menschen in Yallah.

## Etymologie
Yallah ist ein australisches Aborigine-Wort, dem verschiedene Bedeutungen zugeschrieben werden: „einheimischer Apfelbaum“, „eine nahegelegene Lagune“ und „geh sofort weg“.

## Entwicklungen

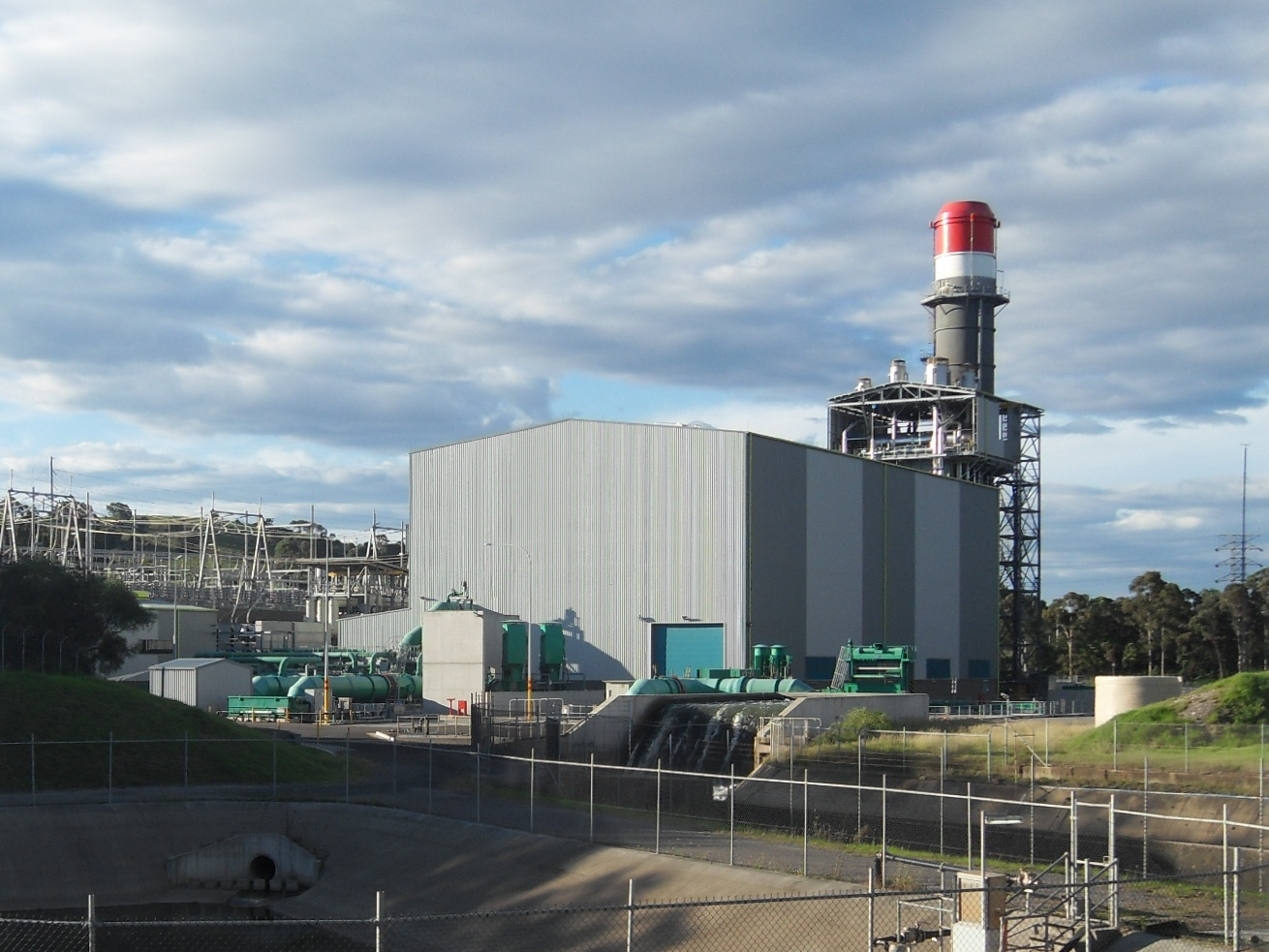
Tallawarra Power Station

Die Tallawarra Power Station, die an den Ufern des Lake Illawarra und angrenzend an Yallah liegt, wurde 1952 in Betrieb genommen und begann 1954 als thermisches Kraftwerk mit der Stromproduktion. Das Kraftwerk wurde 1989 geschlossen und später als 435-Megawatt-Kombikraftwerk mit Erdgas neu gebaut.
Der Yallah Bahnhof wurde 1887 eröffnet und 1974 wieder geschlossen.
Der südliche Endpunkt des Southern Freeway befindet sich südlich von Yallah und nördlich von Albion Park Rail, an der Kreuzung des Princes Highway mit dem Illawarra Highway.